# Abel Gance
Abel Gance (París, 25 d'octubre de 1889 - ídem, 10 de novembre de 1981) va ser un cineasta francès, pioner del cinema mut, autor d'obres emblemàtiques com Napoleó. Va treballar com a director, guionista, productor, muntador, i actor; la seua carrera es va prolongar durant 60 anys.

## Biografia
Gance va ser el fill il·legítim d'Abel Flamant, un acabalat metge jueu i l'obrera Françoise Pèrethon. Va ser criat pels seus iaios materns en el poble de Commentry fins que, quan tenia huit anys, sa mare va contraure matrimoni amb el xòfer Adolphe Gance, i Abel es va traslladar a París a viure amb ells. Encara que va prendre el cognom del seu padrastre, va continuar rebent ajuda econòmica de son pare, la qual cosa li va permetre rebre una excel·lent educació.

### Inicis en el cine
El 1909 va començar a treballar com a actor i guionista cinematogràfic. Dos anys després, el 1911, va fundar, amb l'ajuda d'alguns amics, la seua pròpia companyia, i va dirigir la seua primera pel·lícula, La Digue, un drama costumista. La seua segona pel·lícula, Le Nègre blanc (1912), aborda el tema dels prejudicis racials, desenvolupant la història d'un xiquet negre maltractat pels blancs. Una incipient carrera com a autor teatral va ser interrompuda per l'esclat de la Primera Guerra Mundial, durant la qual Gance va tornar a dedicar-se al cine, amb pel·lícules com el curtmetratge La Folie du Docteur Tube, una estranyíssima comèdia sobre un científic boig que inventa uns pols que transformen l'aparença de les persones. Per a rodar-la, Gance va recórrer a l'ús d'espills distorsionants. En les seues pel·lícules dels anys següents va introduir les tècniques de muntatge emprades ja en Estats Units per David Wark Griffith, l'ús de primers plans i altres procediments innovadors per a l'època.
A partir de 1917, l'interés de Gance se centra en els drames socials, amb pel·lícules com Le Droit à la vie i Mater Dolorosa, les dues de 1917. La seua obra més interessant en esta etapa és La Dixième symphonie (1918), que un compositor sublima els seus patiments personals en una transcendental obra d'art. Després del final de la guerra, Gance va estrenar J'accuse! (Jo acuse) en (1919), un dur al·legat contra la carnisseria organitzada que va suposar la I Guerra Mundial. El film va tindre un gran èxit, tant en França com en l'estranger. Gance va viatjar als Estats Units per a exhibir la pel·lícula davant d'un públic entre el qual es trobava el mateix Griffith i les germanes Lillian i Dorothy Gish.
La següent obra de Gance, La roda (La Roue), va ser rodada entre 1919 i 1920, però no es va estrenar fins a 1923. Es tracta d'una producció monumental, de 32 bobines, que va haver de ser estrenada en tres sessions successives, i que desenvolupa la melodramàtica història d'un maquinista enamorat de la seua filla adoptiva. L'interés del film radica sobretot en el tractament poètic que li imprimix el seu director, desenvolupant metàfores com la de la vida com una interminable roda.La roda va ser una pel·lícula molt admirada per grans cineastes, com Jean Cocteau i Akira Kurosawa.

### Napoleó
Després d'una estranya comèdia de terror en col·laboració amb el còmic francés Max Linder, Au secours! (1924), Gance va rodar la seua obra més important: la monumental Napoleó (1927), un dels grans clàssics del cine mut. Gance va invertir dos anys en la realització d'aquesta pel·lícula, que recrea la primera part de la biografia de Napoleó Bonaparte, des de la seua infància fins a la campanya d'Itàlia, el 1796, i que pretenia ser l'inici d'un projecte de sis llargmetratges sobre la vida de Napoleó, mai realitzats. Gance no amaga en la pel·lícula la seua admiració pel personatge, a qui retrata com un líder idealista i visionari, en la línia dels grans escriptors romàntics (Byron, Hugo, Heine), que havien vist en Bonaparte l'encarnació de l'esperit revolucionari.
En Napoleó, Gance va fer una veritable ostentació d'innovacions tècniques: una escena de persecució, per exemple, està rodada amb una cambra situada en el llom d'un cavall al galop; l'escena inicial del film, la batalla de boles de neu, va ser rodada per un operador cambra en mà, quelcom completament inusual en l'època. Per a les seqüències de la tempestat en alta mar i la disputa en la Convenció, la va fer penjar com un pèndol, movent-se d'un costat a un altre.
A més de dirigir esta pel·lícula, Abel Gance va participar com a actor, realitzant una sòbria i aclamada interpretació del famós revolucionari Louis de Saint-Just, un dels màxims representants del Regnat del Terror de la Revolució Francesa.
Per al clímax final de la pel·lícula, la campanya d'Itàlia de 1796, Gance va utilitzar un sistema panoràmic especial, amb tres pantalles i tres projectors, a què va denominar Polyvision, i que li permetia també mostrar tres accions simultànies, en forma de tríptic.
L'excessiva duració del film (al voltant de sis hores) va fer que s'exhibira generalment en versions mutilades (als Estats Units, per exemple, es va projectar una versió de només 72 minuts, és a dir, poc més d'una quinta part del metratge original). En Puerto Rico, la Universitat del Sagrat Cor va exhibir el seu versió de només quatre hores.

### El cinema sonor
La carrera de Gance no es va aturar amb l'arribada del cine sonor. El 1931, Gance va estrenar la seua primera pel·lícula parlada, La Fi du monde, film de ciència-ficció que un astrònom, interpretat pel mateix Gance, descobrix que un cometa està a punt d'estavellar-se amb la Terra. No va tindre massa èxit. El 1934, va afegir diàlegs a un nou muntatge de Napoleó. Una obra important d'este període és Lucrèce Borja (1935), ambientada en la Itàlia renaixentista, i inspirada en les vides de Lucrècia i Cèsar Borja. Este últim és la contrafigura del Napoleó de Gance, perquè només sent un insaciable desig de poder, i no té els elevats ideals revolucionaris que Gance va prestar al cors.
També és rellevant la pel·lícula Un gran amor de Beethoven (1936), nova incursió en el gènere biogràfic, inspirada en la vida del compositor Ludwig van Beethoven, on, una vegada més, Gance aborda el tema del geni romàntic. El 1938 roda una nova versió del seu clàssic antibel·licista de 1919, J'accuse. Encara que utilitza part del metratge del film anterior, es tracta en essència d'una nova pel·lícula, oportunament estrenada en vespres de la Segona Guerra Mundial.
En la carrera posterior de Gance, destaquen sobretot les seues ambicioses i infravalorades produccions Austerlitz (1960), sobre la batalla del mateix nom i Cyrano et d'Artagnan (1963). Després, Gance va dirigir dues pel·lícules de tema històric per a la televisió francesa, Marie Tudor (1966) i Valmy (1967). Diversos dels seus projectes van quedar sense realitzar: a més de la seua saga inconclusa sobre la biografia de Napoleó, s'havia proposat rodar una producció èpica sobre la vida de Crist que hauria portat el nom de La Divine Tragédie (La Divina Tragèdia), per a la que no va trobar finançament. Un altre projecte sobre la vida de Cristòfor Colom no va poder realitzar-se a causa de l'esclat de la Segona Guerra Mundial.
Abel Gance va ser un gegant de l'art cinematogràfic, un geni creador d'obres mestres que van inspirar diversos cineastes de generacions posteriors.

## Filmografia parcial
- Un gran amor de Beethoven (1936)